# Asociación de Profesores de Español del Sur de Suecia

La Asociación de Profesores de Español del Sur de Suecia (en sueco: Spansklärarföreningen i Södra Sverige), es una organización de formación de profesores o docentes profesionales de español, encargados de enseñar la lengua española en la región del sur de Suecia, en diferentes áreas educativas como colegios o universidades. Uno de los motivos por los que se elige el español actualmente al sur del país, ha sido relacionado con el arte, la cultura, la gastronomía, la música, el cine y por su utilidad en los negocios, además con el motivo de viajar y visitar diferentes países de Hispanoamérica, por esta razón ha despertado mucho interés entre la población sueca, así como para visitar España como destino turístico o lugar de residencia. A partir del 2015 todo el profesorado que impartió en español como la ELE, tiene la formación específica de la universidad sueca o la legitimación en caso de haber cursado los estudios en el extranjero. Además existe un gran interés por parte de los estudiantes universitarios suecos, para especializarse como profesores de español y formar parte de la ELE, no obstante, una parte de ellos no acaban sus estudios por la complejidad de los cursos superiores. La mayoría del profesorado o personal docente, imparte clases de la ELE, combina las clases en diferentes centros educativos ya que lo consideraron difícil conseguir una jornada completa en un solo centro. Actualmente en Suecia junto con Noruega, son los países donde el español figura como la segunda lengua más demandada en el nivel inferior de la secundaria.